# Műkorcsolya az 1928. évi téli olimpiai játékokon
Az 1928. évi téli olimpiai játékokon a műkorcsolya versenyszámait a St. Moritz-i Badrutts-Park jégstadionjában rendezték meg február 14. és 16. között. Egy férfi, egy női és a páros versenyszámban osztottak érmeket.

## Részt vevő nemzetek
A versenyeken 12 nemzet 51 sportolója vett részt.
- Ausztria (AUT) (9 – 4 férfi, 5 nő)
- Belgium (BEL) (2 – 1 férfi, 1 nő)
- Csehszlovákia (TCH) (3 – 2 férfi, 1 nő)
- Egyesült Államok (USA) (6 – 3 férfi, 3 nő)
- Finnország (FIN) (3 – 2 férfi, 1 nő)
- Franciaország (FRA) (3 – 1 férfi, 2 nő)
- Kanada (CAN) (5 – 2 férfi, 3 nő)
- Nagy-Britannia (GBR) (5 – 3 férfi, 2 nő)
- Németország (GER) (8 – 3 férfi, 5 nő)
- Norvégia (NOR) (4 – 4 nő)
- Svájc (SUI) (2 – 1 férfi, 1 nő)
- Svédország (SWE) (1 – 1 férfi)

## Éremtáblázat
(Az egyes számoszlopok legmagasabb értéke vagy értékei vastagítással kiemelve.)
| Az 1928. évi téli olimpiai játékok éremtáblázata műkorcsolyában | Az 1928. évi téli olimpiai játékok éremtáblázata műkorcsolyában | Az 1928. évi téli olimpiai játékok éremtáblázata műkorcsolyában | Az 1928. évi téli olimpiai játékok éremtáblázata műkorcsolyában | Az 1928. évi téli olimpiai játékok éremtáblázata műkorcsolyában | Olimpia  |
| --------------------------------------------------------------- | --------------------------------------------------------------- | --------------------------------------------------------------- | --------------------------------------------------------------- | --------------------------------------------------------------- | -------- |
|                                                                 | Ország                                                          | Arany                                                           | Ezüst                                                           | Bronz                                                           | Összesen |
| 1.                                                              | Franciaország (FRA)                                             | 1                                                               | 0                                                               | 0                                                               | 1        |
| 1.                                                              | Norvégia (NOR)                                                  | 1                                                               | 0                                                               | 0                                                               | 1        |
| 1.                                                              | Svédország (SWE)                                                | 1                                                               | 0                                                               | 0                                                               | 1        |
|                                                                 |                                                                 |                                                                 |                                                                 |                                                                 |          |
| 4.                                                              | Ausztria (AUT)                                                  | 0                                                               | 3                                                               | 1                                                               | 4        |
|                                                                 |                                                                 |                                                                 |                                                                 |                                                                 |          |
| 5.                                                              | Belgium (BEL)                                                   | 0                                                               | 0                                                               | 1                                                               | 1        |
| 5.                                                              | Egyesült Államok (USA)                                          | 0                                                               | 0                                                               | 1                                                               | 1        |

## Érmesek
| Az 1928. évi téli olimpiai játékok érmesei műkorcsolyában |                                                   |                                             |                                                 |
| Versenyszám                                               | Arany                                             | Ezüst                                       | Bronz                                           |
| Férfi                                                     | Gillis Grafström · Svédország (SWE)               | Willy Böckl · Ausztria (AUT)                | Robert Van Zeebroeck · Belgium (BEL)            |
| Női                                                       | Sonja Henie · Norvégia (NOR)                      | Friederike Burger · Ausztria (AUT)          | Beatrix Loughran · Egyesült Államok (USA)       |
| Páros                                                     | Franciaország (FRA) · Andrée Joly · Pierre Brunet | Ausztria (AUT) · Lilly Scholz · Otto Kaiser | Ausztria (AUT) · Melitta Brunner · Ludwig Wrede |